# Piper jumayense
Piper jumayense är en pepparväxtart som beskrevs av Trel.& Standley. Piper jumayense ingår i släktet Piper och familjen pepparväxter. Inga underarter finns listade i Catalogue of Life.